# Evangelische Kirche Dodenau

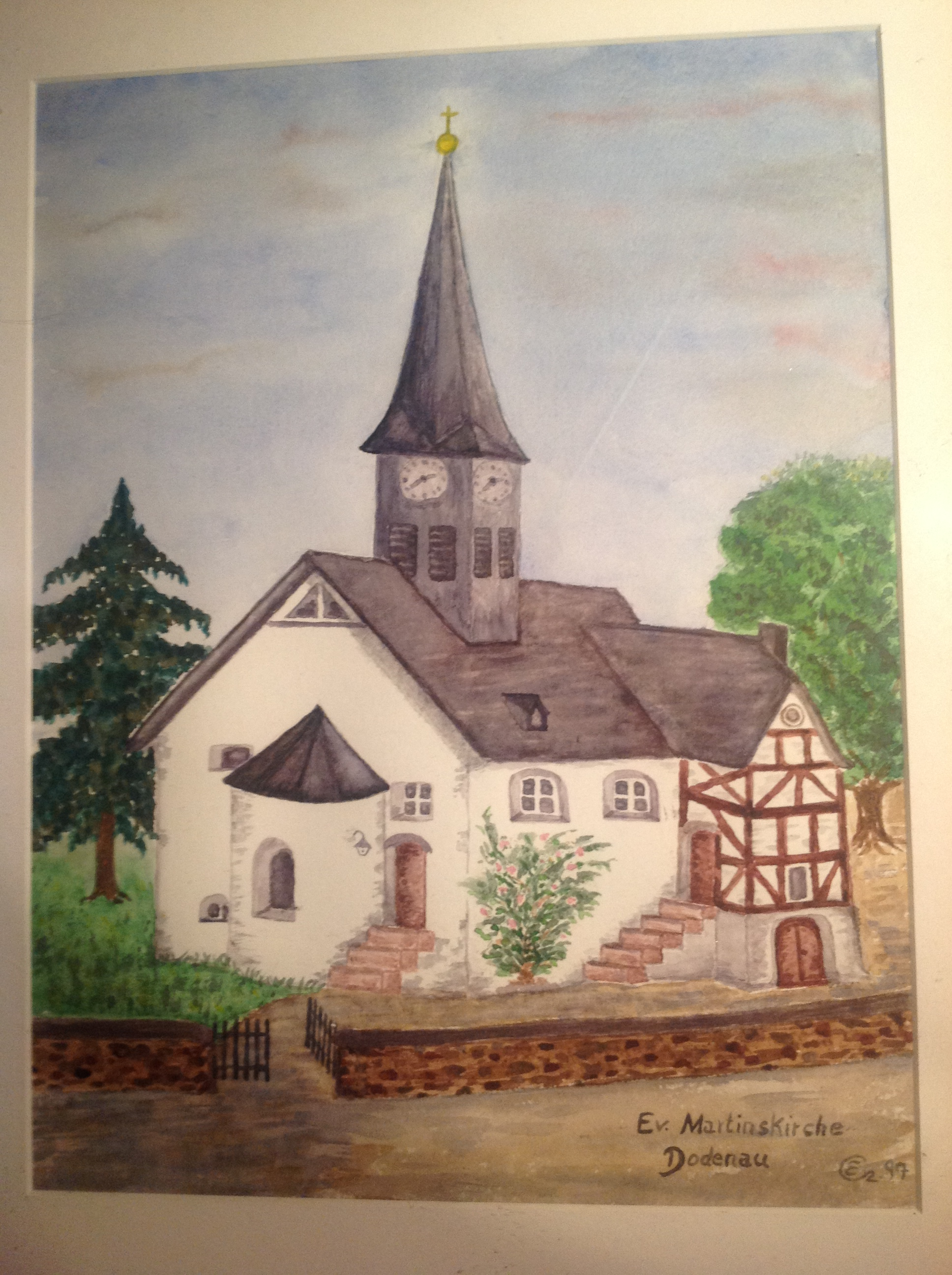
Werk v. Elfriede Czukta

Die Evangelische Kirche Dodenau ist ein denkmalgeschütztes Kirchengebäude in Dodenau, einem Stadtteil von Battenberg im Landkreis Waldeck-Frankenberg (Hessen).
Die Kirche, die ehemals dem hl. Martin geweiht war, dient der Ev.-luth. Kirchengemeinde Dodenau im Dekanat Biedenkopf-Gladenbach der Evangelischen Kirche in Hessen und Nassau als Gottesdienststätte. Teile der Ostwand des breiten Saalbaus mit Dachreiter sind noch romanisch. Die kleine Apsis ist gewölbt. In dem schmucklosen Neubau des 17. Jahrhunderts stehen drei mächtige Holzpfeiler, an einem hängt die Kanzel vom Ende des 17. Jahrhunderts. Bemerkenswert sind das kleine, wohl gotische Altarkruzifix und der achteckige Taufstein von 1621.